# Privilégio imunológico
Certos locais do corpo de mamíferos têm privilégio imunológico (sem imunidade), o que significa que são capazes de tolerar a introdução de antígenos sem provocar uma resposta imune inflamatória. Os enxertos de tecido são normalmente reconhecidos como antígenos estranhos pelo corpo e atacados pelo sistema imunológico. No entanto, em locais com privilégio imunológico, os enxertos de tecido podem sobreviver por longos períodos de tempo sem que ocorra rejeição. Os locais imunologicamente privilegiados incluem os olhos, a placenta e feto, os testículos e o sistema nervoso central.
Acredita-se também que o privilégio imunológico ocorre até certo ponto ou pode ser induzido na cartilagem articular. Antigamente, pensava-se que isso também incluía o cérebro, mas agora se sabe que isso é incorreto, pois foi demonstrado que as células imunológicas do sistema nervoso central contribuem para a manutenção da neurogênese e das habilidades de aprendizagem espacial na idade adulta.
Acredita-se que o privilégio imunológico seja uma adaptação evolutiva para proteger estruturas vitais dos efeitos potencialmente prejudiciais de uma resposta imune inflamatória. A inflamação no cérebro ou no olho pode levar à perda da função do órgão, enquanto as respostas imunes direcionadas contra um feto podem levar ao aborto espontâneo.
Medicamente, um transplante de córnea tira proveito disso, assim como o transplante de menisco do joelho.